# Bonnie Bryant
Bonnie Bryant est une écrivaine américaine, auteur de la série des livres pour enfants Grand Galop. Elle vit à New York avec ses deux enfants et c'est une grande passionnée de chevaux et de nature.

## Biographie
Bonnie Bryant a commencé à écrire la série Grand Galop en 1986. Le premier tome de la série qui a pour héroïnes Stephanie Lake, Lisa Atwood et Carole Hanson a été publié en 1988. Actuellement, plus d'une centaines de livres ont été publiés. Bonnie est née et a grandi à New York, mais elle a passé tous ses étés à la campagne dans le Massachusetts entourée de chevaux. Après avoir suivi ses études dans le Wisconsin, Bonnie est rentrée à New York et a directement commencé à travailler dans le monde de l’édition jeunesse, comme assistante d’édition, puis comme directeur des droits et des licences. Elle a alors commencé à écrire en 1983. En plus de la série Grand Galop, elle est l’auteur de livres tirés de films tels que Karaté Kid (The Karate Kid), Chérie, j'ai rétréci les gosses, Big, Les Tortues Ninja (Teenage Mutant Ninja Turtles), etc. (certains sont publiés sous son nom de femme mariée, Bonnie B. Hiller). En 1972, Bonnie épousa Neil W. Hiller, son petit ami de toujours. Ils ont eu deux fils, mais, malheureusement, en 1989, Neil décède d’un cancer et beaucoup de ses livres lui sont dédiés. Bonnie Bryant vit aujourd’hui à Greenwich Village, mais elle revient régulièrement dans sa maison de campagne du Massachusetts. Elle aime beaucoup les chevaux mais ne se dit pas passionnée par l'équitation. Elle monte très peu.
Elle a aussi écrit la série les Poney Stars qui se passe également au Pin  creux!
Clin d'œil : On peut apercevoir Bonnie Bryant dans un épisode de Grand Galop (Mauvais jour pour Stéphanie), où elle joue une juge lors d’un concours hippique au Pin Creux.